# Канцелярия Малороссийского генерал-губернатора
Канцелярия Малороссийского генерал-губернатора — один из центральных органов власти на Левобережной Украине, основанный в 1765 году. Прекратил своё существование в 1782 году в процессе административной реформы Екатерины II по формированию наместничеств. 

## Функции
В канцелярию поступали дела, связанные с наблюдением и администрированием Запорожской сечи и города Киева, а, начиная с 1775 года, также Слободско-украинской губернии, и начиная с 1780 года — также Курской губернии. Подчинялась непосредственно Малороссийскому генерал-губернатору, а в периоды его отсутствия либо одному из членов Малороссийской коллегии, либо обер-коменданту Киева.
Канцелярия размещалась в городе Глухов. Текущее управление делами учреждения осуществлял «правитель». Канцелярия делилась на экспедиции: малороссийскую (административные и финансовые дела), обер-аудиторскую (следственные и судебные дела) и тайную (военные и особо важные дела). В штат канцелярии входили «правители» экспедиций (в том числе обер-аудитор), секретарь, флигель-аудитор, канцеляристы, переводчик, денщики.
Канцелярия охранялась восемью компанейцами. Содержалась на средства канцелярии малороссийской казны.